# Бомлиц
Бомлиц (нем. Bomlitz) — община в Германии, в земле Нижняя Саксония.
Входит в состав района Зольтау-Фаллингбостель. Население составляет 6924 человека (на 31 декабря 2010 года). Занимает площадь 64 км².
Община подразделяется на 8 сельских округов.